# 샘 라르손
샘 안드레아스 라르손(스웨덴어: Sam Andreas Larsson, 1993년 4월 10일 ~ ) 은 스웨덴의 축구선수로, 현 튀르키예 쉬페르리그의 안탈리아스포르에서 활동하고 있다.